# Cristian Dulca
 (décembre 2023).
Si vous disposez d'ouvrages ou d'articles de référence ou si vous connaissez des sites web de qualité traitant du thème abordé ici, merci de compléter l'article en donnant les références utiles à sa vérifiabilité et en les liant à la section « Notes et références ».
Cristian Dulca est un footballeur roumain né le 25 septembre 1972 à Cluj. Il a pris sa retraite en 2003 à la suite de problèmes cardiaques.
Il est le père du footballeur Marco Dulca.

## Palmarès
- 6 sélections et 0 but avec l'équipe de Roumanie entre 1997 et 1998.
- Champion de Roumanie en 1999 avec le Rapid Bucarest
- Vainqueur de la Coupe de Roumanie en 1998  avec le Rapid Bucarest

## Carrière entraineur
- 2009-sep. 2009 :  FC Vaslui
- oct. 2009-2010 :  Universitatea Cluj-Napoca
- 2010-2012 :  FC Delta Tulcea
- 2012-sep. 2012 :  Universitatea Cluj-Napoca
- 2013-nov. 2014 :  Gaz Metan Medias
- depuis sep. 2017 :  CS Luceafarul Oradea